# Morstena
Morstena är en bebyggelse söder om Mora stenar i Knivsta kommun. Vid avgränsningen 2020 klassades denna bebyggelse som en  småort.